# Député béninois
Un député ou une députée  au Bénin  est un élu qui siège  au parlement béninois, actuellement assemblée nationale au Palais des gouverneurs de Porto-novo.
Depuis 1999, son élection ainsi que celle de son remplaçant éventuel se fait au suffrage universel direct dans le cadre des élections législatives, qui se déroulent dans vingt quatre circonscriptions correspondantes aux limites des douze départements que compte le Bénin.

## Description
Conformément à l'article 80 de la constitution de 1990, chaque député, bien qu'étant un élu dans une zone géographique déterminée, c’est-à-dire d'une circonscription électorale, est l'élu  de  toute la nation. Il est le représentant de la nation tout entière non pas de la circonscription électorale dans laquelle il est élu. Chaque député agit et parle au nom de l'intérêt général et non pas au nom d'un parti politique, d'un groupe d'intérêt (professionnels, confessionnels etc…) ou d'une région.

## Obligations et droits du député
les obligations du député sont aussi variés et de divers ordres que ses droits :

### Obligations
- l'appartenance à une et une seule commission permanente ;
- la participation effective aux travaux en commission ;
- l'interdiction de fumer dans la salle de délibération ;
- l'interdiction de toute attaque personnelle, de toute irruption ou de manifestation troublant l'ordre ;
- l'interdiction de prendre la parole sans l’avoir demandée et obtenue du Président de l'Assemblée.

### Droits
Conformément à l'article 47 du règlement intérieur de l'assemblée nationale le député à le droit :
- d'initier des propositions de lois ou de résolutions ;
- de réponse pour fait personnel ;
- de contester le compte rendu sommaire des séances plénières et d'en demander la modification ;
- de contester, dans un délai de quatre jours ouvrables, le procès-verbal de séance.

## Privilèges et immunités
Le député jouit d'une immunité  parlementaire conformément aux dispositions de l'article 90 de la Constitution. Cette immunité assure au député une protection contre toute poursuite, recherche, arrestation ou détention à l'occasion des opinions ou votes émis par lui dans l'exercice de ses  fonctions. Les autres conditions de jouissance de l'immunité sont précisées dans les articles 69 à 71 du règlement intérieur de l'Assemblée nationale.

## Cumul et incompatibilité
La loi interdit le cumul de certaines fonctions avec le mandat de député. Dans cette optique, il est accordé un délai de grâce de 30 jours à l'élu pour choisir d'exercer ses fonctions de député ou d'y renoncer.

### Incompatibilité
Sont incompatibles avec le mandat du député, les fonctions de chef d'entreprise, de président du conseil d'administration, d'administrateur délégué, directeur général adjoint et gérant exercées dans les sociétés ayant exclusivement un objet financier et faisant publiquement appel à l'épargne publique et au crédit ;
Sont incompatibles les sociétés ou entreprises dont l'activité consiste principalement dans l'exécution de travaux, la prestation de fournitures ou de services pour le compte de l'État, d'une collectivité, d'un établissement public ou d'une entreprise nationale, ou dont plus de la moitié du capital social est constituée par les participations de sociétés ou entreprises ayant les mêmes activités.
Une fonction de membre du conseil d'administration ou de surveillance ou toute fonction exercée de façon permanente en qualité de conseil dans l'un des établissements, sociétés ou entreprises visés à l'article précédent de faire ou de laisser figurer son nom suivi de l'indication de sa qualité dans toute publicité relative à une entreprise financière, industrielle ou commerciale.
Il est interdit à tout avocat investi d'un mandat parlementaire de plaider ou de consulter contre l'État, les collectivités et établissements publics dans les affaires civiles et commerciales.

## Indemnités et prérogatives diverses du député
Les principaux avantages alloués à chaque député sont d'ordre financiers et matériels. 

### Avantages financiers
Chaque député a droit à des avantages financiers dont notamment: 
- une indemnité de base ;
- une indemnité d'électricité et d’eau ;
- une indemnité de téléphone ;
- une  indemnité  compensatrice   de  fonctionnement  de   cabinet particulier ;
- une indemnité de logement ;
- des frais de transport ;
- des frais de carburant.

### Avantages matériels
Chaque député a droit à :
- un insigne distinctif ;
- une écharpe ;
- deux cocardes ;
- un passeport diplomatique ;
- une assurance maladie ;
- une assurance automobile.

En effet, le fait de porter l'insigne distinctif ou de l’écharpe et le fait d'arborer une cocarde à son  véhicule confèrent au député une certaine préséance par rapport aux citoyens ordinaires.